# Il sogno di Holly
Il sogno di Holly (Brave New Girl) è un film per la TV del 2004 diretto da Bobby Roth ed ispirato al romanzo La mia migliore amica, scritto dalla cantante Britney Spears e da sua madre Lynne Spears.

## Trama
Holly Lovell è una ragazzina della campagna texana dotata di un grande talento per il canto. Sorretta moralmente ed economicamente da sua madre Wanda, riesce ad accedere ad una prestigiosa e costosissima scuola d'arte lontana da casa. Impossibilitata a tornare a casa per un guasto alla macchina e per i debiti, Wanda decide inizialmente all'oscuro dalla figlia, di stabilirsi nella stessa città in cui si trova la scuola della figlia. Holly intanto incontra numerose difficoltà all'interno della scuola, dato che la sua preparazione tecnica risulta evidentemente insufficiente rispetto a quella dei suoi compagni. Ciò nonostante la ragazza decide di impegnarsi al massimo per riuscire a superare gli esami di metà corso.